# Poupartia
Poupartia is een geslacht uit de pruikenboomfamilie (Anacardiaceae). De soorten uit het geslacht komen voor op het eiland Madagaskar en op de Mascarenen.

## Soorten
- Poupartia borbonica J.F.Gmel.
- Poupartia castanea (Baker) Engl.
- Poupartia chapelieri (Guillaumin) H.Perrier
- Poupartia minor (Bojer) Marchand
- Poupartia orientalis Capuron ex Randrian. & J.S.Mill.
- Poupartia pubescens (Hook. ex Bouton) Marchand ex Engl.
- Poupartia silvatica H.Perrier

... · 
Anacardium · 
Bouea · 
Buchanania · 
Cotinus · 
Mangifera · 
Pistacia (Pistache) · 
Protorhus · 
Rhus · 
Schinus · 
Sclerocarya · 
Sorindeia · 
Spondias · 
Toxicodendron · 
...